# Liëssa Würmspinner
Liëssa Würmspinner is een personage uit de Schijfwereld boeken van de Britse schrijver Terry Pratchett.
Liëssa Würmspinner is de dochter van koning Greischa de tweede, die door haar uit de weg geruimd werd (de normale manier van troonopvolging op de Schijfwereld). Ze heeft twee broers, Lio!rt en Liartes. Ze woont in de meer dan een halve kilometer hoge Würmberg, die zich bevindt op een plaats met veel toverstraling uit de voorbije Toveroorlogen. De Würmberg is aan de voet maar enkele tientallen meter in diameter, maar aan de top is de berg meer dan anderhalve kilometer breed.
Door de hoge toverstraling kunnen Liëssa en haar broers draken uit hun fantasie tot leven laten komen: zo heet Liëssa's eigen, gouden draak Laolieth. Wanneer ze ver van hun betoverde land weg vliegen, vervagen de draken om uiteindelijk te verdwijnen.
Toen Rinzwind, Tweebloesem en Prudh de Barbaar het Würmbergse drakenheim (niet bepaald vrijwillig) bezochten, werden de eerste twee gevangengezet en verleidde Liëssa de barbaar ertoe om met haar broers een duel om de macht uit te vechten. Prudh won en de broers werden verbannen, zodat Liëssa de nieuwe heerseres van Würmberg werd.
Daarna vroeg Liëssa aan Prudh om met haar te trouwen om samen over het drakenrijk te regeren. Ze bood hem haar lichaam aan, waar Prudh geen nee tegen zei. Maar op dat moment werd Prudh weggegrist door Negenveder, de draak die Tweebloesem had bedacht en waarmee hij en Rinzwind ontsnapt waren. De woedende Liëssa griste een kruisboog mee en sprong zonder kleren op haar eigen draak Laolieth waarmee ze achter haar geliefde aan vloog. Op de vlucht voor haar vloog Negenveder zo hoog, dat Tweebloesem het bewustzijn verloor en de drie naar beneden tuimelden. Prudh viel op de nek van Laolieth, waarna Liëssa hem meteen zoende en ze beiden terugvlogen. (zie ook: De Kleur van Toverij)

## Trivia
- Liëssa met haar gouden draak is natuurlijk een parodie van Pratchett op de boeken over De Drakenrijders van Pern van Anne McCaffrey in het algemeen en Lessa uit het eerste boek Drakenvlucht in het bijzonder.